# Gisela (Selige)
Gisela (11.–13. Jahrhundert) ist eine weitgehend unbekannte Selige, die als Einsiedlerin auf der Gislifluh bei Veltheim (Kanton Aargau, Schweiz) gelebt und die dortige Kirche gestiftet haben soll. In Gisela leben vermutlich heidnische Gottheiten weiter. Das Gisela-Patrozinium eines der Altäre der Veltheimer Pfarrkirche stammt vielleicht aus salischer Zeit. Das von den Geistlichen des Landkapitels Frickgau gefeierte Altarfest Giselas wurde am 8. Februar 1277 neu gestiftet. Der St. Gislenkult ist von 1277 bis in die Zeit der Reformation in Veltheim nachweisbar.
Um Gisela ranken sich viele Sagen und Legenden, die sich kaum urkundlich belegen lassen. So sei sie eine Art Schutzpatronin des Rebbaus im Schenkenbergertal gewesen. Der Sage nach soll sich der Heiligen, wenn sie von ihrer Klause an der Fluh nach Veltheim zur Kirche kam, die Kirchentür von selbst geöffnet habe. Nachdem sie einmal im Vorübergehen einen Rebstecken ausriss, um ihn als Wanderstab zu gebrauchen, fand sie aber die schweren Türflügel verschlossen vor. Sie soll – wohl als Wiedergutmachung am bestohlenen Rebberg – anschließend der Kirche Veltheim ein Glockengeläut gestiftet haben. Dessen Geläute solle künftig die Reben vor Gewitter und Hagel schützen.
Die Heiligengeschichte der Schweiz kennt aber keine Heilige mit dem Namen Gisela. Dagegen verzeichnen die Acta sanctorum der Bollandisten zum 7. Mai eine Gisela, welche die Schwester des Kaisers Heinrich II. und die Gemahlin des Königs Stephan von Ungarn war und um 1065 im Kloster Hinderburg zu Passau starb, auch eine Gisela zum 8. September (um 1099), Laienschwester im Kloster Marcigny bei Semür.